# Étienne Éhilé
Étienne Éhouan Éhilé est un universitaire d'origine ivoirienne, secrétaire général de l'association des universités africaines.

## Biographie
Étienne Éhilé est titulaire d'une maîtrise de biologie, obtenue à l'université nationale de Côte d'Ivoire (1974), et d'un doctorat en neurophysiologie (option biophysique des neuromembranes) de l'université Aix-Marseille III (1978).
Les principales fonctions qu'il a occupées sont les suivantes,, :
- Assistant (1978), maître de conférences (1985) puis professeur titulaire accrédité par le CAMES (1991)
- Membre du Comité consultatif général du Conseil africain et malgache pour l'enseignement supérieur (2002 à 2010)
- Président de l'université d'Abobo-Adjamé (2 mandats, 2001-2005 et 2005-2009)
- Vice-président puis Président de la Conférence des recteurs des universités francophones d'Afrique et de l'océan Indien (2005 à 2010)
- Vice-président puis président du Réseau pour l'excellence de l'enseignement supérieur en Afrique de l'Ouest (2006 à 2010)
- Directeur de cabinet du Ministère de la Santé et de l'Hygiène publique de Côte d'Ivoire (2010-2011)
- Membre du Comité exécutif de l'Association des universités africaines (depuis 2005)
- Membre du Conseil associatif de l'Agence universitaire de la Francophonie (depuis 2009)
- Secrétaire général de l'Association des universités africaines (depuis 2012)